# Iosif Szasz
Iosif Szasz (n. 16 mai 1932, Comuna Bonțida, Cluj  -- d. ?) a fost un demnitar comunist român de origine maghiară, membru de partid din iulie 1953.

## Studii
- Școala de un an a Comsomolului, Moscova (1959);
- Facultatea de Economie la Academia de Științe Social-Politice „Ștefan Gheorghiu“

## Distincții
- Ordinul 23 August clasa a III-a (1971) „pentru merite deosebite în opera de construire a socialismului, cu prilejul aniversării a 50 de ani de la constituirea Partidului Comunist Român”[2]
- Ordinul Muncii clasa a II-a (7 mai 1981) „pentru rezultatele obținute în îndeplinirea cincinalului 1976–1980, pentru contribuția deosebită adusă la înfăptuirea politicii Partidului Comunist Român de făurire a societății socialiste multilateral dezvoltate în patria noastră, cu prilejul aniversării a 60 de ani de la făurirea Partidului Comunist Român”[3]
- Medalia comemorativă „A 40-a aniversare a revoluției de eliberare socială și națională, antifascistă și antiimperialistă” (20 august 1984) „pentru contribuția deosebită adusă la înfăptuirea politicii Partidului Comunist Român de făurire a societății socialiste multilateral dezvoltate în patria noastră, cu prilejul celei de-a 40-a aniversări a revoluției de eliberare socială și națională, antifascistă și antiimperialistă”[4]
- Ordinul Steaua Republicii Socialiste România, clasa a II-a[5]